# Valea Danului
Valea Danului est une commune roumaine située dans le județ d'Argeș.